# Caladenia infundibularis
Caladenia infundibularis är en orkidéart som beskrevs av Alexander Segger George. Caladenia infundibularis ingår i släktet Caladenia och familjen orkidéer. Inga underarter finns listade i Catalogue of Life.